# CD Antofagasta
Club de Deportes Antofagasta ist ein chilenischer Fußballverein aus Antofagasta. Der 1966 gegründete Verein, der bis heute noch nie chilenischer Fußballmeister wurde, spielt derzeit in der Primera B und trägt seine Heimspiele im Estadio Regional de Antofagasta aus, das Platz bietet für 21.178 Zuschauer.

## Geschichte
Der Verein Club de Deportes Antofagasta wurde am 14. Mai 1966 in der Stadt Antofagasta, mit heutzutage etwas mehr als 300.000 Einwohnern im Norden Chiles gelegen, gegründet. Bereits zwei Jahre zuvor war in Antofagasta ein Stadion erbaut worden, das Estadio Regional de Antofagasta, heute mit einer Kapazität von gut 21.000 Zuschauerplätzen eines der größeren Stadien in der Primera División Chiles. Zum Zeitpunkt der Fertigstellung des Stadions existierten noch mehrere kleine Vereine in Antofagasta. 1966 fusionierten dann schließlich die Klubs Unión Bellavista und Portuario Atacama, heraus kam dabei CD Antofagasta, ursprünglich noch mit dem Namensanhängsel Portuario.
Wie vielen anderen chilenischen Vereinen auch gelang CD Antofagasta nach der Vereinsgründung ein schneller Aufstieg in die Primera División, die höchste Spielklasse im Vereinsfußball des Andenlandes. Nur zwei Jahre nach der Gründung qualifizierte man sich als Erster der Primera B für die 1969er-Spielzeit der ersten chilenischen Liga. In der Primera División konnte sich Antofagasta nun acht Jahre bis ins Jahr 1977 halten. Dazwischen erfolgte ein Namenswechsel, 1974 benannte sich der Verein um in Club Regional Antofagasta, was allerdings nur fünf Jahre später wieder geändert wurde und CD Antofagasta erhielt seinen heutigen Namen. Grund für das schnelle Rückgängigmachen der Namensänderung war der steile Aufstieg von CD Cobreloa, ebenfalls in der Region Antofagasta angesiedelt, wodurch CD Antofagasta nicht mehr das alleinige fußballerische Aushängeschild der Region war.
Nach dem Abstieg 1977 dauerte es bis 1983, ehe man im Estadio Regional de Antofagasta wieder Erstligafußball zu sehen bekam. Allerdings musste nach nur zwei Jahren wieder der Gang in die Zweitklassigkeit angetreten werden. Nach nun folgenden sieben Jahren in der Primera División B schaffte CD Antofagasta zur Saison 1991 die Rückkehr in die erste Liga und verlebte in der Folge bis 1997 seine erfolgreichsten erstklassigen Jahre. Mit zwei siebten Plätzen in den Spielzeiten 1992 und 1996 stellte die Mannschaft der Neunzigerjahre zweimal einen bis heute gültigen Rekord über die beste Platzierung des Vereins in der Primera División auf. 1997 ereilte den Verein dann aber der nach den Vorjahresergebnissen etwas überraschend anmutende Abstieg und es dauerte bis 2006, ehe man wieder aufs höchste Level des chilenischen Fußballs zurückkehren konnte. Dann hielt man sich bis 2008, stieg wieder ab, nur um 2012 zurückzukehren und sich wieder relativ zu etablieren. Somit spielte CD Antofagasta ab dem Torneo Apertura 2012 erstklassig. In der Saison 2022 stiegen sie jedoch als Tabellenletzter aus der Primera División ab.

## Erfolge
- Primera División B: 2× (1968, 2011)

- Copa Apertura Primera División B: 1× (1990)

## Trainer
- Beñat San José (2015–2016)

## Spieler
- Gabriel Caballero, mexikanischer WM-Teilnehmer von 2002, relativ am Anfang seiner Karriere zwei Jahre in Antofagasta, später unter anderem bei Santos Laguna und CF Pachuca
- Marco Cornez, nahm für Chile an der Weltmeisterschaft 1982 in Spanien teil, 1991 bis 1993 bei Antofagasta, weiterhin im Trikot von Palestino und Universidad Católica aktiv
- Juan Carlos Letelier, Spieler von CD Cobreloa in den glorreichen Achtzigern, außerdem WM-Teilnehmer 1982, 1991 für ein Jahr bei CD Antofagasta aktiv
- Federico Martínez, uruguayischer Spieler von FK Ventspils, 2008 bis 2009 zwei Jahre im Estadio Regional de Antofagasta als Spieler auf dem Rasen
- Juvenal Olmos, heutiger Trainer, 2003 bis 2005 chilenischer Nationalcoach, als Spieler 1991 in Antofagasta Spieler, sonst unter anderem bei Universidad Católica und Waregem in Belgien
- Franklin Lobos Ramírez, einer der Verschütteten beim Grubenunglücks von San José, in seiner Spielerkarriere zweimal für relativ kurze Zeit bei CD Antofagasta
- Pedro Reyes, entstammt der Jugend von CD Antofagasta und spielte später für Colo-Colo und Auxerre in Frankreich, außerdem WM-Teilnehmer für Chile im Jahre 1998
- Francisco Valdés, Kapitän der chilenischen Mannschaft bei der Weltmeisterschaft 1974, sonst lange Zeit bei Colo-Colo, 1971 für ein Jahr in Antofagasta unter Vertrag